# Scott Nails
Scott Nails, también conocido como Cock boy y Scott Skools (n. 29 de abril de 1982), es un actor pornográfico estadounidense. Es de origen polaco y ha rodado más de 450 films.
Tras un contrato con Anabolic se acopló a la agencia de Los Ángeles L.A. Direct Models, participando en films pornográficos, obteniendo varias nominaciones y galardones. En 2006 obtuvo el AVN como Mejor Actor a la Mejor Escena de Sexo en Grupo, a la Mejor Escena de Sexo Oral y un XRCO al Mejor Semental.  En 2007 fue nominado como Mejor Actor del Año por los AVN, como Actor Favorito para los Premios F.A.M.E. y en 2009 también fue nominado por AVN a la mejor escena de Sexo en Pareja por el filme “Filth Cums First 3”.

## Filmografía parcial
- Big Butt Cake 21-08-2009
- Asslicious 2
- Baby Got Boobs 3
- Bad Girls 4
- Bad Girls 5
- Big Tits at School 10
- Body Heat Cheater Family Matters GrittyJacks Asian Adventure 4
- Jacks POV 17
- Jesse Jane: Home Work
- Jesse Jane: Playful
- Jesse Jane: Reckless Kagney Linn Karter: Lies Kung Fu Beauty Legs Up Hose Down Love and Other Mishaps Love & Marriage Milflicious Mommy Got Boobs 8 My Boss Daughter Nymphomaniac Pornstars Punishment 2 Riley Steele: Bar Pussy Riley Steele: Roommates Slut Worthy Teenlicious Teens Like It Big 6
- The Smiths Tigers Tail
- Titlicious 2
- Teachers

## Vida privada
Tiene una relación con la actriz pornográfica Lacie Heart.